# F(x) (grupo musical)
f(x) (AFI: [ˌɛf ˈɛks]; em coreano: 에프엑스; romaniz.: Epeuekseu) foi um grupo feminino sul-coreano, criado pela SM Entertainment em 2009. O grupo consistia em Victoria, Amber, Luna e Krystal. A formação original incluía Sulli.
O grupo fez sua estreia em setembro de 2009, com o lançamento do single digital "LA chA TA". Seu primeiro álbum de estúdio, Pinocchio (2011), e seus dois extended plays Nu ABO e Electric Shock rendeu três singles número um no Gaon Digital Chart da Coreia do Sul. Seu aclamado segundo álbum de estúdio, Pink Tape (2013), foi o único álbum de K-pop a aparecer na lista dos "41 melhores álbuns de 2013" do canal de música dos Estados Unidos Fuse, e foi nomeado o "Melhor Álbum de K-pop da década de 2010" pela Billboard. O terceiro e quarto álbuns do grupo, Red Light (2014) e 4 Walls (2015), foram bem sucedidos comercialmente e bem recebidos pelos críticos musicais. Depois de lançar o single "All Mine" em 2016 para o projeto SM Station, o grupo interrompeu as suas promoções e as integrantes embarcaram em carreiras individuais de música, atuação e modelagem.
Reconhecido pelo seu estilo experimental e eclético baseado no electropop, são um dos primeiros grupos de K-pop reconhecidos internacionalmente, tornando-se o primeiro ato de K-pop a performar no SXSW. Em 2017, Billboard classificou o f(x) em número sete em sua lista "Top 10 girl groups de K-pop da década passada".

## História

### 2000–2010: Formação e primeiros anos
O recrutamento das integrantes teve início com o recrutamento de Krystal, que foi chamada pela SM Entertainment em 2000 quando sua família visitava a Coreia do Sul, junto com a sua irmã Jessica (que veio a estrear como membro do Girls' Generation em 2007, também pela SM). Ela subsequentemente apareceu em um pequeno papel no vídeo da música "Wedding March" ("너의 곁에서 2") do ShinHwa. Sulli tinha carreira como atriz mirim, fazendo sua primeira aparição na televisão em 2005 como a jovem Princesa Seonhwa de Silla no drama da SBS Ballad of Seodong. Luna foi recrutada pela SM, seguindo sua aparição em 2006 no reality televisivo Truth Game. Victoria foi recrutada através de uma competição de dança em Pequim em setembro de 2007, depois de ganhar o primeiro lugar. Em 2008, Amber foi chamada através do S.M. Global Auditions em Los Angeles, Califórnia.[carece de fontes?]
O grupo foi apresentado pela primeira vez em 24 de agosto de 2009, com um teaser do grupo no canal oficial no YouTube da SM Entertainment apresentando-o como "Grupo Pop de Dança da Ásia". De 26 à 30 de agosto, a SM lançou individualmente informações através de portais de notícias e postou fotos de cada membro em no site oficial da SM Town, começando com a sul-coreana Sulli, seguida da americana Amber no dia seguinte, a também americana Krystal, a sul-coreana Luna, e finalmente, a chinesa Victoria em 30 de agosto. Seu primeiro single "LA chA TA" foi lançado em 1 de setembro de 2009, com um showcase realizado no dia seguinte no Centro de Moda Samseong-dong em Gangnam. A primeira apresentação televisiva do grupo ocorreu em 5 de setembro, no Show! Music Core da MBC.

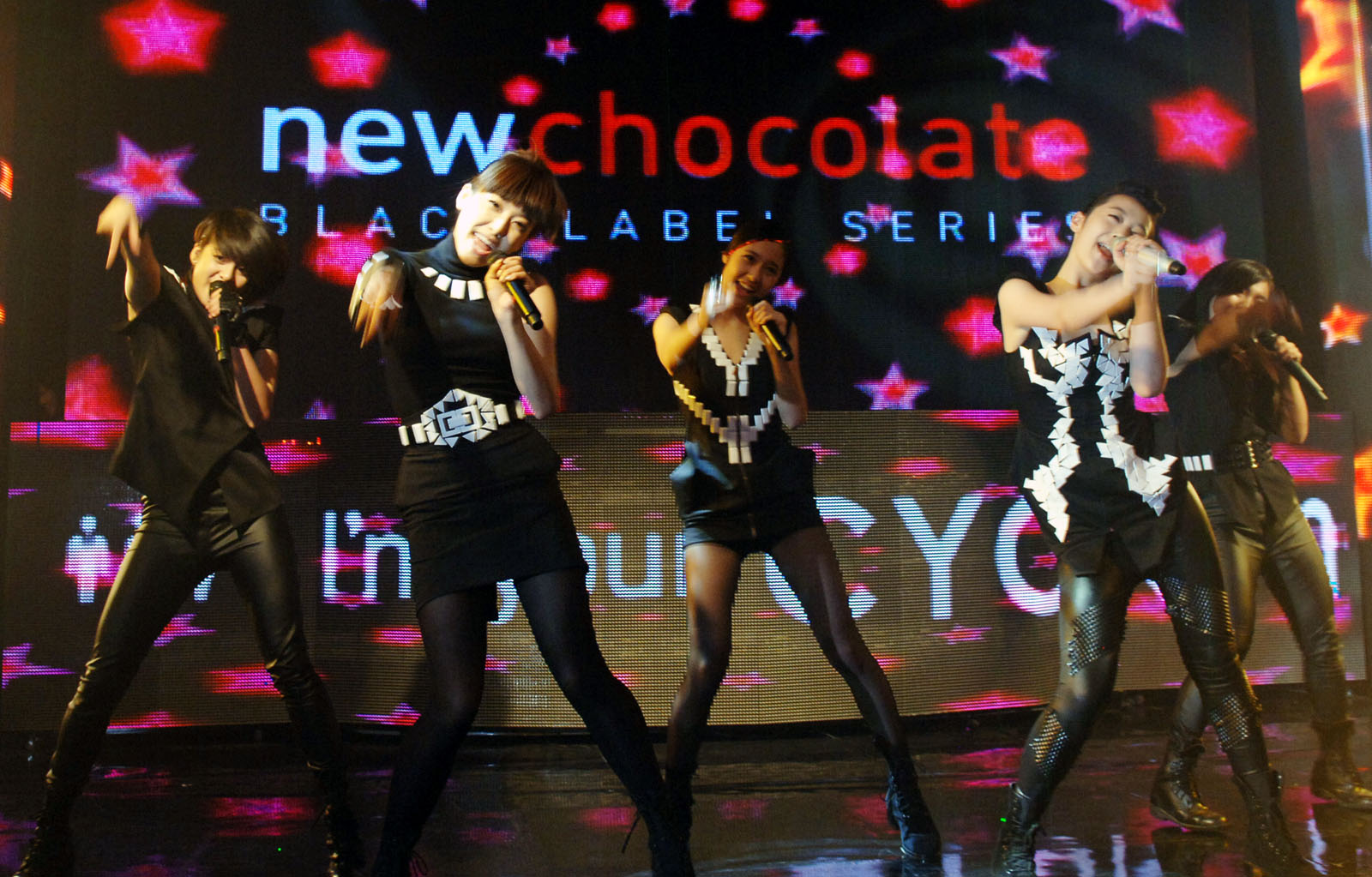
f(x) performando "Chocolate Love" no LG CYON Showcase, em outubro de 2009

Pouco depois de sua estreia, o f(x) apareceu nas promoções do celular LG Chocolate (BL40) ao lado do Girls' Generation. Ambos os grupos lançaram versões da canção "Chocolate Love", sendo versão do f(x) uma canção de electropop lançada em 8 de outubro. O grupo também lançou seu primeiro single físico, "Chu~♥", em 9 de novembro de 2009. Um mês depois, o grupo apareceu como convidados especiais no concerto do Girls' Generation, Into the New World realizado no Olympic Fencing Gymnasium em Seul.
Em 2 de janeiro de 2010, o grupo lançou a canção "Lollipop", uma versão cover da canção de mesmo nome de 1958 interpretada por Ronald & Ruby, em parceria com o grupo masculino chinês M.I.C., para promover o telefone LG Cyon. Em 4 de maio, o grupo lançou seu primeiro extended play, intitulado Nu ABO, composto por seis faixas. O single principal de mesmo nome, foi um sucesso comercial na Coreia e alcançou o número um no Gaon Music Chart. O grupo fez seu retorno ao vivo no Music Bank em 7 de maio, no Show! Music Core em 8 de maio e no Inkigayo em 9 de maio.
Em junho de 2010, Amber entrou em hiato devido a uma lesão no tornozelo, enquanto o restante das integrantes continuaram atividades de grupo sem ela para o resto do ano. Em 17 de julho do mesmo ano, o grupo começou a promover a canção "Mr. Boogie", como segundo single do EP Nu ABO. Embora lançada e só devidamente promovido, em 2010, a canção foi executada pela primeira vez em público pelo f(x) durante o Debut Showcase Premier em Samseong-dong Fashion Center em 2 de setembro de 2009. Ainda em 2010, o grupo também participou da SMTown Live '10 World Tour em 21 de agosto no Estádio Olímpico de Seul. Elas também se apresentaram em Tóquio, Xangai, Los Angeles e Paris, em datas posteriores. Em dezembro de 2010, foi confirmado que a Avex lançaria os álbuns do grupo no Japão, Taiwan, China e Hong Kong.

### 2011–2012:Pinocchioe sucesso comercial
Em janeiro de 2011, foi anunciado pela SM Entertainment que Amber voltou dos Estados Unidos depois de uma longa licença desde junho de 2010 e que f(x) estava planejando lançar seu primeiro álbum de estúdio no primeiro semestre do ano. A primeira foto teaser para o álbum intitulado Pinocchio foi lançada em 7 de abril de 2011, no site oficial do grupo. O vídeo musical do lead single, "Pinocchio (Danger)" (um remake de Kristine Elezaj, da canção "Razor") foi lançado em 19 de abril, acompanhado do lançamento do álbum ocorrendo no dia seguinte. O álbum estreou na primeira posição do Gaon Album Chart, e se consolidou como o segundo álbum mais vendido de abril de 2011, com 46 mil cópias vendidas em um pouco mais de uma semana de lançamento.  O single venceu no total 8 programas musicais: 3 no Inkigayo, 3 no M! Countdown e 2 no Music Bank, além de alcançar a primeira posição no Gaon Digital Chart.
No início de junho, foi anunciado que o f(x) lançaria uma versão repaginada do Pinocchio, intitulado Hot Summer, no dia 14 daquele mês. O álbum contendo todas as 10 faixas de seu primeiro álbum, sua canção da trilha sonora para "Paradise Ranch" e os singles digitais "Chu" e "La Cha Ta", além da nova canção "Hot Summer" (uma regravação da banda Monrose), escrita por Thomas Troelsen e Remee). O álbum estreou na segunda posição no Gaon Album Chart. O single foi um verdadeiro sucesso comercial, atingindo o número #2 na Gaon Digital Chart depois de estrear na posição de número cinco. A canção vendeu mais de 1,3 milhões de cópias em suas primeiras três semanas de lançamento. Em agosto de 2011, o f(x) lançou a canção "Garagabana" como trilha sonora para o jogo online "Bust-a-Move". Em 13 de dezembro de 2011, o grupo lançou a sua primeira canção em inglês intitulada "1, 2, 3", como parte do álbum 2011 Winter SMTown – The Warmest Gift. O f(x) fechou o ano de 2011 como mais de com quase 3 milhões de cópias vendidas do single "Hot Summer", 16ª posição dos singles mais vendidos do ano na Coreia do Sul, enquanto so single anterior do grupo "Pinocchio (Danger)" ocupou 28ª posição com mais de 2,5 milhões de downloads vendidos.
O grupo lançou o seu segundo extended play, Electric Shock, em 10 de junho de 2012. O EP foi recebido com aclamação da crítica e o grupo alcançou nove vitórias em programas musicais com a faixa-título "Electric Shock". O f(x) começou as promoções de "Electric Shock" no M!Countdown em 14 de junho e também cantou "Jet", como parte de uma fase especial de retorno. O grupo performou "Electric Shock" em vários programas musicais, como Music Bank, Music Core e Inkigayo. O EP encabeçou o Gaon Album Chart em sua primeira semana de lançamento. A faixa-título estreou no número um no Gaon Digital Chart, vendendo mais de 630 mil cópias em sua primeira semana. Em seguida, caiu para o número três, vendendo 285 mil cópias na semana seguinte.
O f(x) encerrou as promoções de Electric Shock em 15 de julho, e começou a se preparar para sua estreia japonesa. Representantes da SM Entertainment publicaram, "Embora não tenhamos saído com um cronograma definido ainda, vamos estar preparando f(x) para a sua estreia oficial no japonês durante a segunda metade do ano". O grupo começou suas promoções japonesas, com seu hit Hot Summer, em meados de agosto. A faixa foi escolhida como a música de fundo para o Uminoie Resort, dando aos fãs no Japão uma primeira oportunidade de ouvir a faixa corajosa. Em novembro, o grupo ganhou o prêmio de "Melhor Performance de Dança - Grupo Feminino" por "Electrick Shock" no Mnet Asian Music Awards de 2012 em Hong Kong. No final de 2012, o EP Electric Shock vendeu mais de 74 mil cópias, e a faixa-título 2,1 milhões de cópias digitais.

### 2013–2014:Pink Tape, aclamação crítica eRed Light
Em 29 de janeiro de 2013, a conferência de imprensa para 10th Annual Korean Music Awards, anunciou que as músicas Electric Shock" e "Jet",  ambas canções do segundo EP foram nomeadas para a mesma categoria, "Melhor Dança e Música Eletrônica". No que diz respeito às duas músicas sendo nomeados na mesma categoria, um representante do KMAs disse: "Isto é devido as músicas correspondentes com excelentes críticas de música e, em vez de ignorar-las, porque é do mesmo artista, optamos por reconhecer a sua excelência. Foi revelado pela imprensa em fevereiro de 2013 que f(x) iria se apresentar no 2013 SXSW South By Southwest realizada em Austin, Texas. SXSW é um das maiores conferências anuais de música e eventos do festival nos Estados Unidos. O evento foi realizado de 8 à 17 março, e f(x) foi o primeiro artista de K-pop á se apresentar no SXSW. O canal de TV Fuse listou f(x) como um dos "30 atos imperdíveis no SXSW 2013". Durante a sua passagem pelo Estados Unidos o grupo filmou para o Funny or Die com Anna Kendrick. No vídeo America's Sweetheart Anna é enviada à Coreia do Sul para aprender os caminhos do K-pop.
No final de maio de 2013, um representante da SM disse: "Um retorno durante este primeiro semestre do ano, parece difícil para f(x). Estamos no pico da produção do álbum para um retorno durante a segunda metade do ano". Em 1 de julho o grupo se apresentou no 2013 Hong Kong Dome Festival, com novos penteados. Dias depois, o f(x) divulgou um trailer promocional para o seu segundo álbum de estúdio, Pink Tape, que foi lançado oficialmente em 29 de julho de 2013 tendo como single principal a canção Rum Pum Pum Pum, e realizou uma apresentação intitulada "f(x) Music Spoiler - Play! Pink Tape" pela Naver Music. O álbum foi um sucesso na Coreia e nos Estados Unidos, alcançando a posição de número um no K-pop Hot 100 e World Albums Chart da Billboard e no Gaon Albums Chart. Pink Tape, foi o único álbum de K-pop a aparecer na lista dos "41 melhores álbuns de 2013" do canal de música dos Estados Unidos Fuse, e foi nomeado o "Melhor Álbum de K-pop da década de 2010" pela Billboard. Além disso a canção "Rum Pum Pum Pum" ficou em terceiro lugar na lista das "20 melhores canções de K-pop de 2013" da Billboard.
No início de novembro de 2013, a SM Entertainment anunciou seu festival de música de uma semana chamado SM Town Week. O f(x) e Exo apresentaram seu concerto conjunto intitulado 'SMTOWN WEEK f(x) & EXO 'Christmas Wonderland', no KINTEX, em Ilsan no dia 24 de dezembro às 20:00 (KST) e no dia seguinte às 18:00 (KST). O f(x) apresentou suas canções de sucesso, e faixas do segundo álbum Pink Tape, incluindo o "Step" e "No More" e várias performances especiais com Exo.
No início de 2014, o f(x) ganhou o "The Group Artist" na premiação 20th Korean Entertainment Arts Awards, "Disk Bonsang" no 28th Golden Disk Awards, e como o "Melhor Artista de Desempenho" no Yin Yue Feng Yun Bang Awards realizado na China. Durante a cerimônia do Golden Disk Award', Krystal, Luna e Amber fizeram um cover da canção do Girls' Generation, "The Boys".

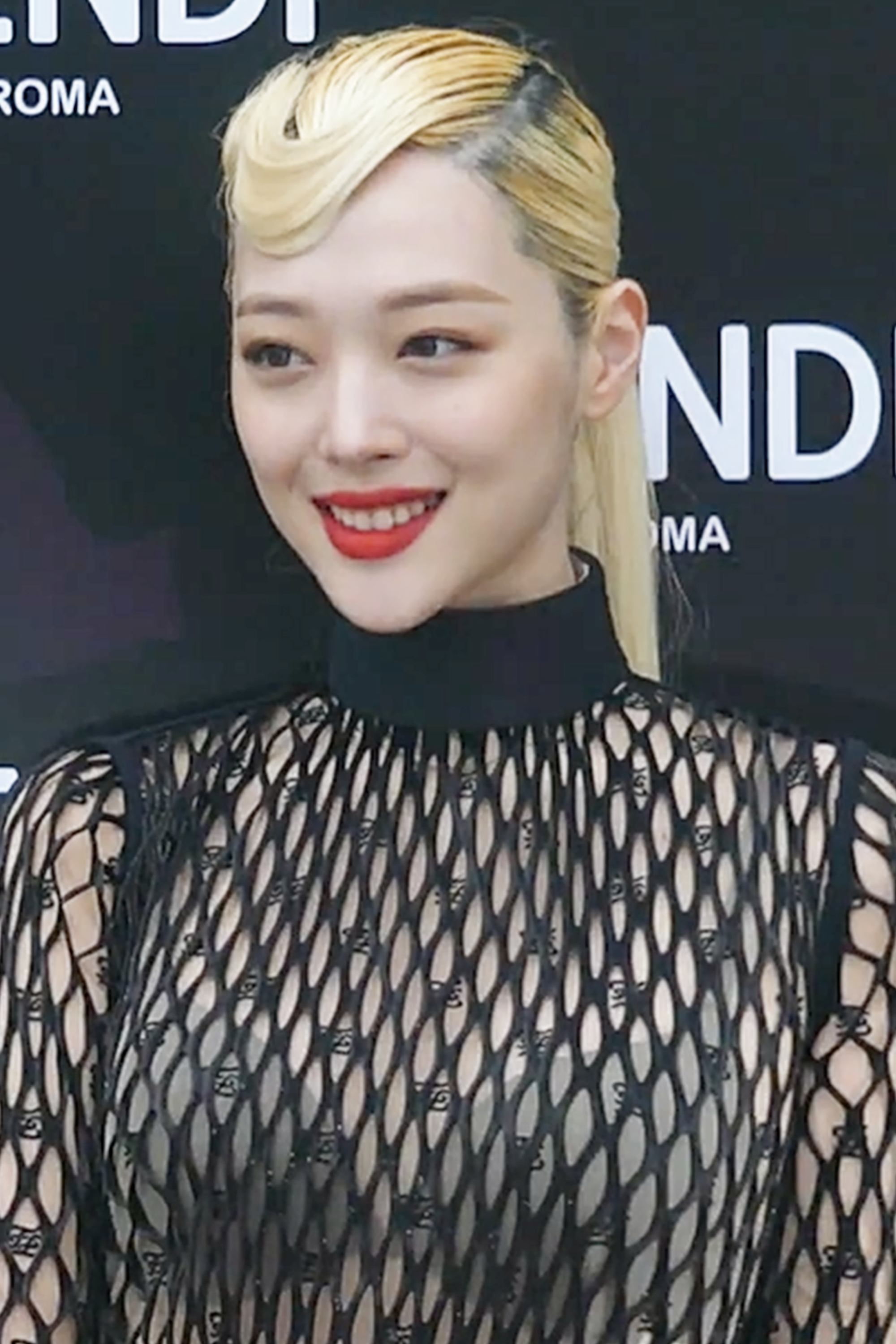
Sulli se ausentou das promoções do álbum Red Light (2014), para cuidar de sua saúde

O terceiro álbum de estúdio do grupo, Red Light, foi lançado em 7 de julho de 2014, em 2 versões: Type A (Sleepy Cats) e Type B (Wild Cats). Logo após o seu lançamento, o álbum e o single de mesmo nome superou todas as nove paradas musicais na Coreia do Sul. Além do lead single, outras faixas como "Milk", "All Night", "Butterfly", "Paper Heart" e "Rainbow" também assumiram pontos no top 10 dos gráficos Genie, Olleh e Bugs. O single "Red Light" é uma canção do gênero electronic house com a mensagem significativa de se parar um pouco, em seguida, pode-se desfrutar as coisas preciosas da vida. O álbum contem experimentos com sons diferentes e um total de onze faixas. O álbum escabeçou o Gaon Album Chart na Coreia do Sul. A Fuse TV descreveu o grupo como um dos principais descolados do K-Pop, tendo o seu vídeo musical de "Red Light" atingindo mais de 2 milhões de visualizações no YouTube no primeiro dia. O vídeo musical também foi classificado como um dos vídeos de K-pop mais vistos na América e em todo o mundo durante o mês de julho. Sobre algumas críticas mistas em relação ao conceito escuro e misterioso do álbum, as integrantes falaram que elas próprias veem o álbum como um novo desafio. Krystal ainda acrescentou que ela gosta desse conceito, porque muitas vezes ela está em papéis bonitos, mas só desta vez ela queria algo que pudesse fazê-la parecer mais obscura e diferente.
Em 17 de julho de 2014, o f(x) se apresentou no M!Countdown sem Sulli, com a SM Ent. dizendo que ela estava doente e, portanto, não seria capaz de se apresentar. No entanto, quando Sulli não apareceu nas performances posteriores, o cronograma de apresentações promocionais foi abruptamente cancelado pelo resto do mês, o que levou à especulação de que Sulli estaria deixando o grupo (ou que o próprio grupo estaria se dissolvendo). Em 24 de julho, a agência postou um comunicado na página oficial do grupo, afirmando que, devido a Sulli estar "mental e fisicamente exausta, e também por comentários maliciosos e falsos rumores", ela estaria entrando em um período de hiato temporário da indústria do entretenimento, embora ela ainda seja oficial um membro do grupo. A agência também afirmou que as integrantes restantes se concentrar em suas atividades individuais e continuar quaisquer atividades em grupo sem Sulli. No mês de agosto, Pitchfork listou "Shadow", "Rum Pum Pum Pum" e "Red Light", como parte das melhores 20 músicas de K-pop nos últimos anos, e a SM Entertainment recebeu oito prêmios da premiação Germany's "014 Red Dot Design Awards, e um deles foi por dois álbuns do f(x), Pink Tape e Electric Shock.

### 2015–2018: Saída de Sulli,4 Wallse performances como umduo
Após o grupo passar alguns meses inativo, foi confirmado em abril de 2015, pela integrante Amber, que o grupo estaria gravando novas canções, porém sem previsão para lançamento. Em maio do mesmo ano, a integrante Krystal também revelou em entrevista que o grupo estaria se preparando para retornar aos palcos ainda no mesmo ano. Foi contatado em vários sites falando sobre uma possível saída de Sulli do grupo. No dia 25 de junho a SM Entertainment, declarou ao TV Report: "Temos visto os artigos afirmando que Sulli está saindo do f(x). No momento, estamos verificando para saber se é ou não verdade, e faremos uma declaração depois de resolver a questão." E depois afirmou "Nada foi decidido quanto ao caso da saída dela do grupo. As suas atividades futuras assim como as do f(x) requerem bastante cuidado." e adicionou: "Nós estamos também planejando um comeback para a segunda metade do ano. Mas nenhum detalhe foi decidido ainda."

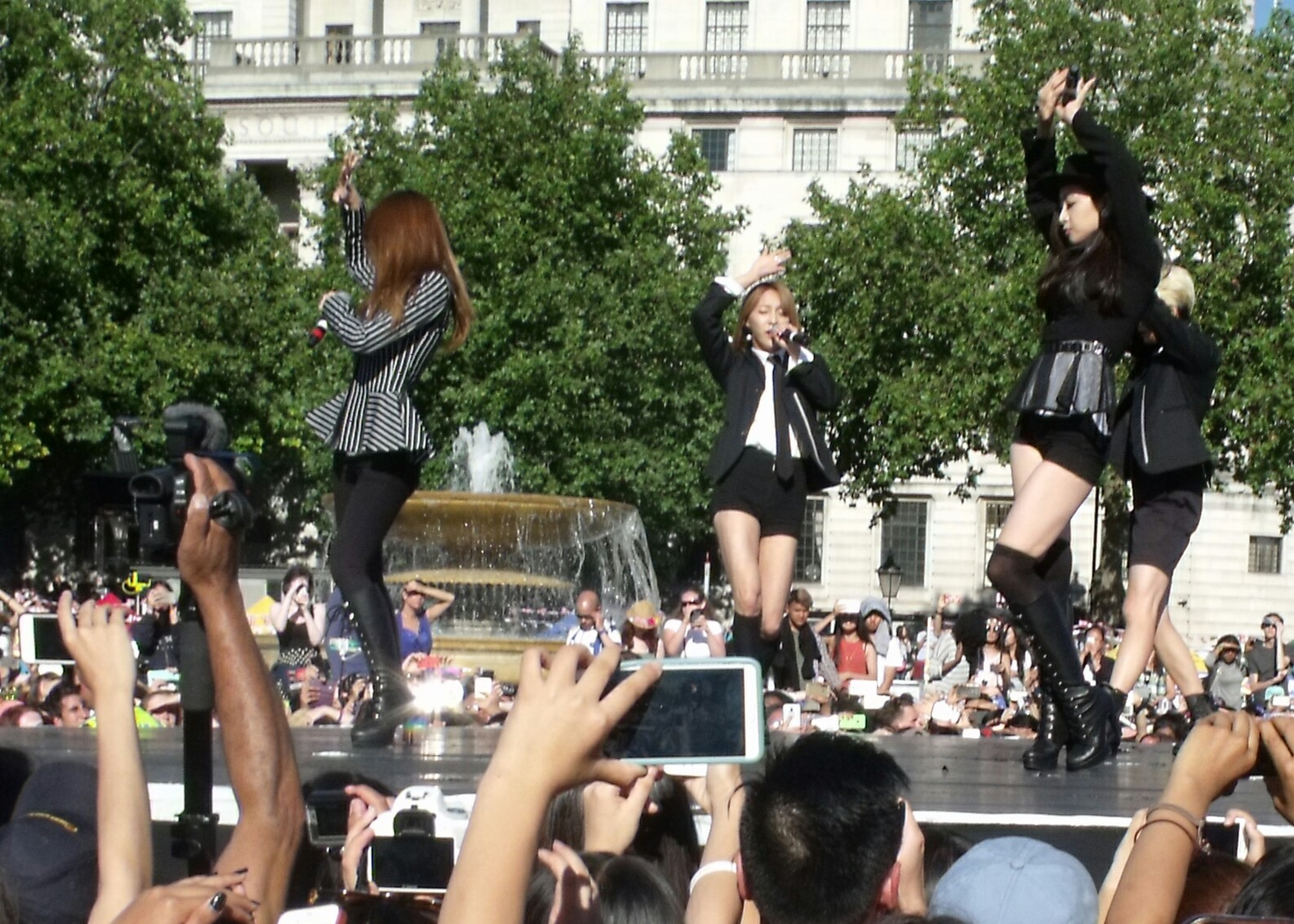
f(x) se apresentando no London Korean Festival, em sua primeira aparição pública após a saída oficial de Sulli, em agosto de 2015

Em 22 de julho de 2015, o f(x) lançou um single álbum japonês, intitulado Summer Special Pinocchio / Hot Summer, que estreou na 23ª posição no gráfico semanal da Oricon. Em 7 de agosto, foi confirmado que Sulli estaria deixando oficialmente o grupo para focar na atuação. Sobre a saída de Sulli a SM Entertainment declarou: "Negociamos com Sulli e decidimos respeitar seu desejo de deixar o grupo e focar em sua carreira de atriz. Atualmente, ela está em uma pausa, e futuramente trabalhará em suas outras atividades." e acrescentou: "O f(x) seguirá em frente com as demais integrantes, Victoria, Luna, Amber e Krystal, já que o grupo está recebendo muito apoio por seu estilo musical único, e todas estão se tornando artistas respeitadas. Daremos auxílio total à Sulli e ao f(x) em todas as suas atividades."
Os quatro membros restantes continuaram como um grupo, lançando seu quarto álbum de estúdio 4 Walls, em 26 de outubro. O álbum vendeu 66 mil cópias em sua primeira semana de lançamento e foi bem recebido pela crítica por sua musicalidade única e conceitos incríveis mostrados no álbum. Após o lançamento do álbum, o f(x) se apresentou em vários programas de musicais, sendo que a sua primeira aparição na televisão foi em 29 de outubro no M Countdown, onde o grupo performou o lead single "4 Walls" e faixa "Diamond". Jeff Benjamin da Billboard compartilhou que apesar do fato de o álbum ser "indiscutivelmente pior" do que os álbuns anteriores do f(x) Pink Tape (2013) e Red Light (2014), permitiu aos outros membros mostrar mais suas habilidades vocais após a saída de Sulli. Benjamin posteriormente nomeou 4 Walls o segundo melhor álbum de K-pop de 2015, escrevendo: "Conhecido por criar alguns dos melhores álbuns de K-pop, f(x) não decepcionou com seu tão aguardado comeback." Em dezembro de 2015, o grupo lançou a faixa "12:25 (Wish List)" como parte do projeto de natal da SM Entertainment, Winter Garden. No fim do ano na Mnet Asian Music Awards, f(x) performou com Pet Shop Boys, sem a participação de Victoria, e ganhou o prêmio Global Fans Choice.
Em janeiro de 2016, o grupo ganhou o Disk Bonsang no Golden Disc Awards e e começaram sua primeira turnê, intitulada Dimension 4 - Docking Station, em Seul, que continuou com seis shows no japão em fevereiro daquele ano. Em 31 de janeiro, elas anunciaram o nome oficial do fã-clube, MeU.. Em 22 de julho, lançou o single "All Mine", através do projeto SM Station. A faixa foi acompanhada por um vídeo musical, dirigido e editado por Amber. Em 2 de novembro, o grupo lançou seu segundo single álbum japonês, "4 Walls / Cowboy", incluindo uma versão em japonês de "4 Walls", juntamente com uma nova faixa intitulada "Cowboy", que foi executada ao vivo no concerto do grupo em Yokohama. Em 16 de outubro de 2016, o vídeo musical de "Electric Shock" ultrapassou 100 milhões de visualizações no YouTube, fazendo de f(x) o terceiro grupo feminino coreano e o sexto grupo coreano em geral a atingir essa marca.
Em 6 de abril de 2018, as integrantes Amber e Luna se apresentaram na SM Town Live World Tour VI em Dubai, sob o nome de f(x) onde interpretaram os singles "4 Walls" (2015) e "All Mine" (2016), marcando a primeira apresentação do grupo desde 2016. De 28 à 30 de julho de 2018, o duo performou novamente as faixas durante a SM Town Live 2018 in Osaka.

### 2019–2021: Rompimento com a SM Entertainment

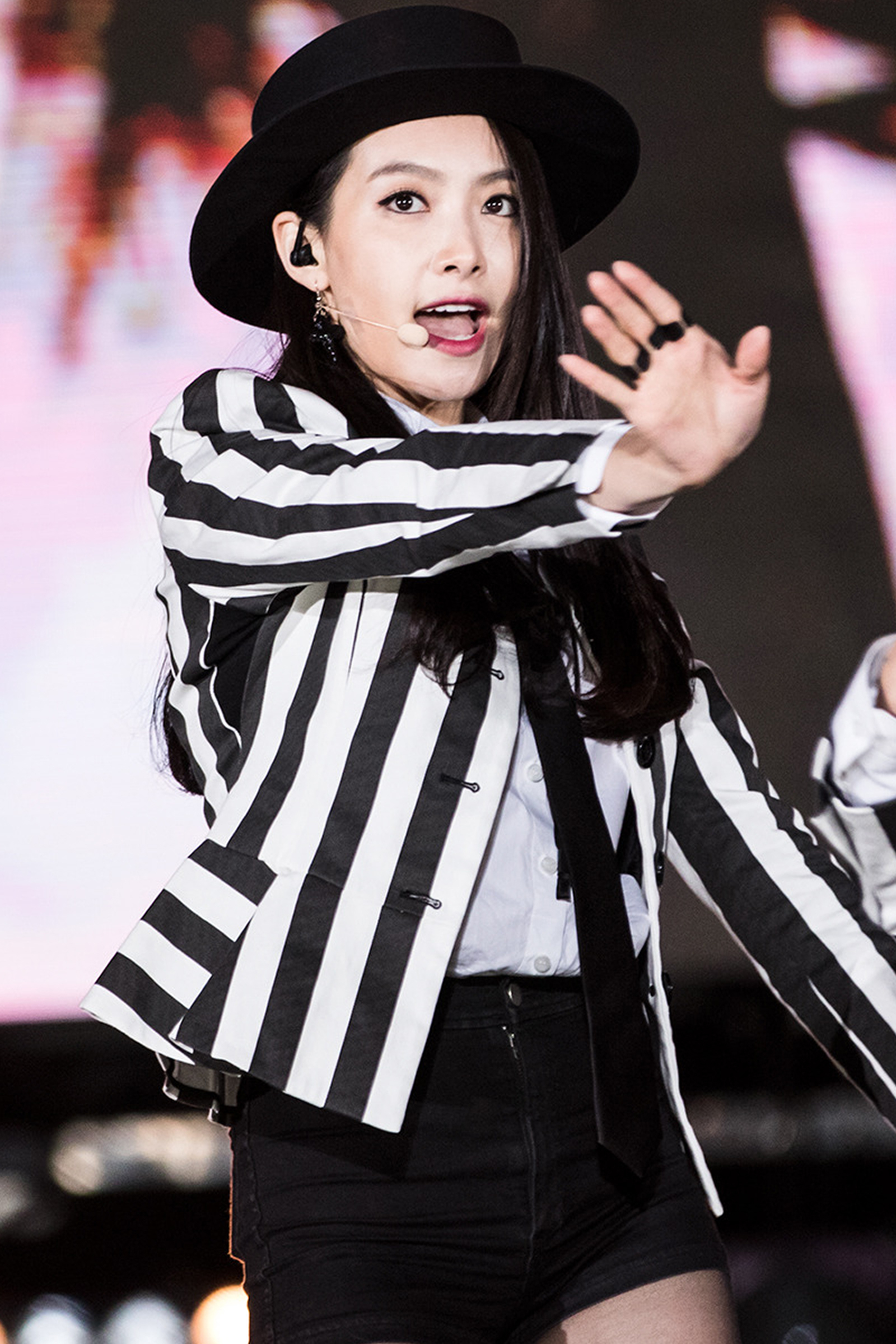
A líder do grupo Victoria, não esteve presente em sua reunião durante a SM Town Live 2019 em Tóquio

Em agosto de 2019, o f(x) oficialmente se reuniu e se apresentou no show de três noites do concerto SM Town Live 2019 em Tóquio como um trio, sem a participação da líder Victoria. Durante a performance o trio apresentou seus hits "Electric Shock" (2012), "LA chA TA" (2009) e as versões em japonês de "Hot Summer" (2012) e "4 Walls" (2016).
Em 1º de setembro, Amber anunciou através de suas redes sociais que não havia renovado seu contrato com a SM Entertainment, com a seguinte declaração: "Olá todo mundo. Eu gostaria de anunciar que meu contrato com a SM Entertainment encerrou hoje e eu decidi quebrar laços com a companhia. Do fundo do meu coração, eu gostaria de agradecer em quem acreditou em mim e que foram pacientes todos esse anos. Mal posso esperar para mostrar o que tem na loja nesse próximo passo da minha carreira. Novamente, obrigada. Amor, paz, Llama." Em 5 de setembro, a SM Ent. compartilhou que Luna também não havia renovado seu contrato com a agência; Victoria também anunciou sua saída da SM em seu Instagram, mas a SM relatou que o contrato de Victoria com eles ainda estava em discussão. Victoria foi finalmente relatada para permanecer na SM com capacidade promomver futuramente.
Em uma entrevista com Amber em realizada em 1º de outubro de 2019, ela afirmou que o f(x) não tinha planos de se reunir, afirmando: "Quer façamos música ou não, acho que chegará um momento em que poderemos, mas acho que agora estamos apenas nos descobrindo. Não temos planos, mas nunca deixa de ser uma opção."
Em 18 de agosto de 2020, foi relatado que Krystal deixou a SM Entertainment. No entanto, a SM compartilhou que seu contrato expiraria no final de agosto, e eles ainda estavam em discussão com ela em relação a uma possível renovação. Em outubro, foi anunciado que Krystal havia oficialmente deixado a SM e assinado um contrato exclusivo com a H& Entertainment. Durante uma entrevista em novembro de 2020, Krystal foi questionada sobre uma reunião do f(x), e ela declarou: "Não é algo que pode acontecer porque queremos, e há muitas condições em torno da produção de um álbum. Houve circunstâncias sobre as quais não podemos falar, e também acho que é uma pena. Sempre conversamos entre os membros sobre nos encontrarmos no futuro."
Em abril de 2021, foi afirmado pela SM Entertainment que Victoria deixou oficialmente a empresa. Ainda em abril, durante um vídeo de revisão de suas atividades desde a estreia até o presente, Luna expressou confusão sobre o f(x) sendo referido no passado, afirmando que o grupo ainda não havia se dissolvido.

## Integrantes
- Victoria (hangul: 빅토리아), nascida Song Qian (chinês: 宋茜) em 2 de fevereiro de 1987 (38 anos) em Qingdao, China. É a líder do grupo.
- Amber (hangul: 엠버), nascida Amber Josephine Liu em 18 de setembro de 1992 (32 anos) em Los Angeles, Califórnia, Estados Unidos.
- Luna (hangul: 루나), nascida Park Sun-young (hangul: 박선영) em 12 de agosto de 1993 (31 anos) em Seul, Coreia do Sul.
- Krystal (hangul: 크리스탈), nascida Chrystal Soo Jung em 24 de outubro de 1994 (30 anos) em São Francisco, Califórnia, Estados Unidos. Também atende pelo nome coreano Jung Soo-jung (hangul: 정수정). É a maknae do grupo.[d]

### Ex-integrantes
- Sulli (hangul: 설리), nascida Choi Jin-ri (hangul: 최진리) em 29 de março de 1994 em Busan, Coreia do Sul. Faleceu em 14 de outubro de 2019 aos 25 anos.

## Discografia
- Pinocchio / Hot Summer (2011)
- Pink Tape (2013)
- Red Light (2014)
- 4 Walls (2015)

## Filmografia

### Filmes
| Ano  | Título                                                      | Notas                                                    |
| ---- | ----------------------------------------------------------- | -------------------------------------------------------- |
| 2012 | I AM.                                                       | Documentário da SMTown Live '11 World Tour em Nova York. |
| 2012 | SMTOWN Live in Tokyo Special Edition in 3D                  | Show da SM Town em Tóquio.                               |
| 2015 | SMTOWN The Stage                                            | Documentário da SMTown Live World Tour 4 em Tokyo        |
| 2016 | F(X) the 1st concert Dimension 4 - Docking Station in Japan | Documentário da Dimension 4 – Docking Station no Japan   |

### Televisão
| Ano       | Título       | Notas                                                 |
| --------- | ------------ | ----------------------------------------------------- |
| 2010      | Hello F(X)   | Viagem de F(X) para a África, Tailândia e Japão.      |
| 2010–2011 | F(X)'s Koala | Amber não participou devido a uma lesão no tornozelo. |
| 2010-2016 | Star King    | As integrantes tinham papéis recorrentes na série.    |
| 2013      | Amazing F(X) | Viagem de F(X) para a Nova Zelândia.                  |
| 2013      | Go! F(X)     | Viagem de F(X) para Austin, Los Angeles e Hollywood   |
| 2015      | F(X) 1 cm    | F(X) fica mais perto dos fãs                          |

## Turnês
| Turnês afiliadas - 2010-2011: SMTown Live '10 World Tour - 2012-2013: SMTown Live '12 World Tour - 2013: SM Town Week: Christmas Wonderland - 2014: SM Town Live World Tour IV | Suportes - 2009-2010: Into the New World - 2010-2011: Super Junior The 3rd Asia Tour: Super Show 3 - 2010-2011: Shinee The 1st Concert: Shinee World - 2011-2012: Super Junior The World Tour: Super Show 4 - 2013: 2013 SXSW South By Southwest |